# Atletismo nos Jogos Pan-Americanos de 1951 - Revezamento 4x100 m masculino
Os revezamento 4x100 metros foram um dos eventos do atletismo nos Jogos Pan-Americanos de 1951, em Buenos Aires. A prova foi disputada no Estádio Monumental de Núñez entre os dias 5 e 6 de março.

## Calendário
Horário local (UTC-3).
| Data       | Horário | Fase       |
| ---------- | ------- | ---------- |
| 5 de março |         | Semifinais |
| 6 de março |         | Final      |

## Medalhistas
|  | USA Estados Unidos                                  |  | CUB Cuba                                                     |  | ARG Argentina                                                    |
|  | Donald Campbell Art Bragg Dick Attlesey John Voight |  | Ángel García Delgado Jesús Farrés Rafael Fortún Raúl Mazorra |  | Adelio Márquez Fernando Lapuente Gerardo Bönnhoff Mariano Acosta |

## Resultados

### Semifinais

#### Semifinal 1
| Pos. | País               | Atletas                                                   | Tempo | Notas |
| ---- | ------------------ | --------------------------------------------------------- | ----- | ----- |
| 1    | USA Estados Unidos | Arthur Bragg, Dick Attlesey, Donald Campbell, John Voight | 41.3  | Q,    |
| 2    | CUB Cuba           |                                                           | 41.7  | Q     |
| 3    | ARG Argentina      |                                                           | 41.9  | q     |
| 4    | CHI Chile          |                                                           | 42.2  | q     |

#### Semifinal 2
| Pos. | País         | Atletas | Tempo | Notas |
| ---- | ------------ | ------- | ----- | ----- |
| 1    | COL Colômbia |         | 43.2  | Q     |
| 2    | PER Peru     |         | 43.3  | Q     |
| 3    | PAR Paraguai |         | 43.8  |       |

### Final
| Pos.              | Nome               | Atletas                                                             | Tempo | Notas              |
| ----------------- | ------------------ | ------------------------------------------------------------------- | ----- | ------------------ |
| Medalha de ouro   | USA Estados Unidos | Arthur Bragg, Dick Attlesey, Donald Campbell, John Voight           | 41.0  | Recorde da América |
| Medalha de prata  | CUB Cuba           | Ángel García Delgado, Jesús Farrés, Rafael Fortún, Raúl Mazorra     | 41.2  |                    |
| Medalha de bronze | ARG Argentina      | Adelio Márquez, Fernando Lapuente, Gerardo Bönnhoff, Mariano Acosta | 41.8  |                    |
| 4                 | CHI Chile          |                                                                     | 42.3  |                    |
| 5                 | COL Colômbia       |                                                                     | 42.8  |                    |
| 6                 | PER Peru           |                                                                     | NM    |                    |

Legenda
| Recorde mundial      | Recorde mundial (World record)               |                       | Recorde africano                      | Recorde africano (African) |                                           | Q | Classificado por posição (Qualified) |
| Recorde olímpico     | Recorde olímpico (Olympic record)            | Recorde da América    | Recorde da América (Americas)         | q                          | Classificado por melhor tempo (Qualified) |   |                                      |
| Melhor marca do ano  | Melhor marca do ano (World leading)          | Recorde asiático      | Recorde asiático (Asian)              | DNS                        | Não largou (Did not start)                |   |                                      |
| Recorde nacional     | Recorde nacional (National record)           | Recorde europeu       | Recorde europeu (European)            | DNF                        | Não terminou (Did not finish)             |   |                                      |
| Recorde pessoal      | Recorde pessoal do atleta (Personal best)    | Recorde da Oceania    | Recorde da Oceania (Oceania)          | DSQ / DQ                   | Desclassificado (Disqualified)            |   |                                      |
| Recorde da temporada | Recorde da temporada do atleta (Season best) | Recorde sul-americano | Recorde sul-americano (South America) | NM                         | Sem marca (No mark)                       |   |                                      |